# Maria Teresa Capecchi
Maria Teresa Capecchi in Pallini (Pistoia, 7 marzo 1948) è una politica italiana.

## Biografia
Esponente del Partito Comunista Italiano, alle politiche del 1983 fu eletta alla Camera nella circoscrizione Firenze-Pistoia con 17.864 preferenze. Fu confermata alle politiche del 1987, in cui ottenne 16.280 preferenze.
Nel 1991 aderì al Partito Democratico della Sinistra.
Terminò il mandato parlamentare nel 1992.